# St. Michael (Appenweier)

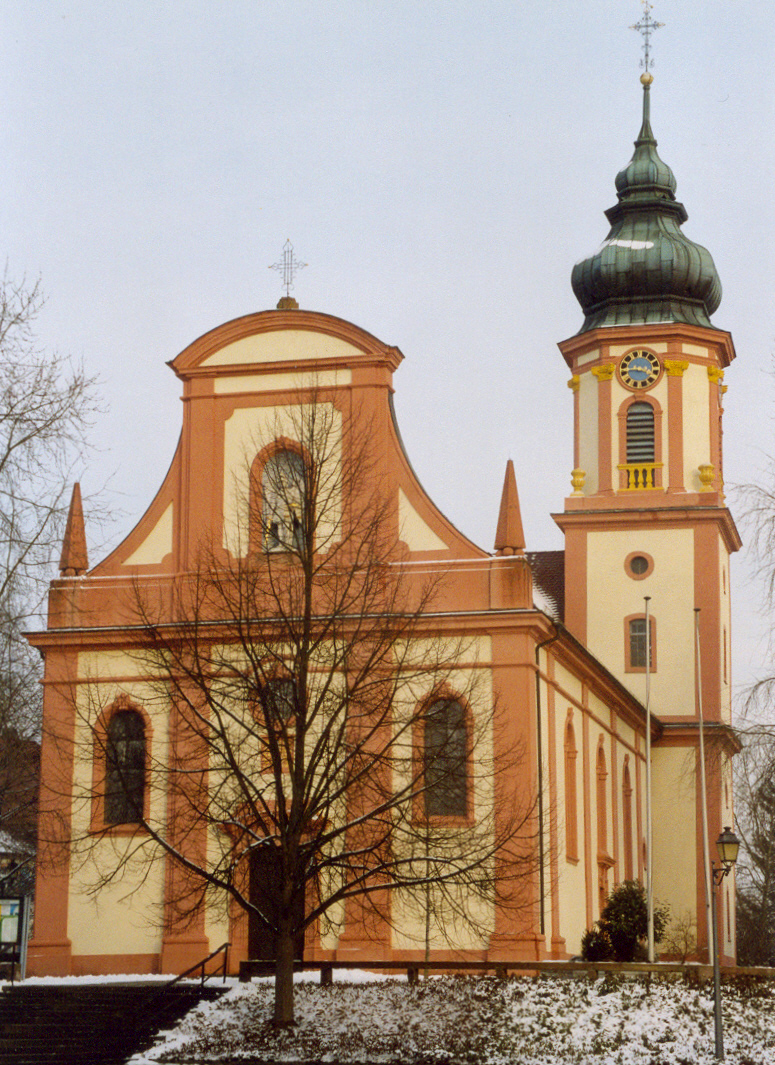
St. Michael in Appenweier

Die römisch-katholische Pfarrkirche St. Michael steht in Appenweier, einer Gemeinde des Ortenaukreises in Baden-Württemberg. Die Pfarrei gehört seit der Dekanatsreform am 1. Januar 2008 zum Dekanat Offenburg-Kinzigtal des Erzbistums Freiburg und zudem zur Seelsorgeeinheit Appenweier-Durbach.

## Beschreibung
Die barocke Saalkirche wurde 1748–52 nach einem Entwurf von Franz Ignaz Krohmer gebaut. Sie besteht aus einem Langhaus mit drei Jochen und einem eingezogenen, dreiseitig geschlossenen Chor mit zwei Jochen im Osten und einem Chorflankenturm auf quadratischem Grundriss an dessen Südwand. Die Wände sind mit Lisenen gegliedert, zwischen denen sich Bogenfenster befinden. Das oberste, achteckige Geschoss beherbergt die Turmuhr und den Glockenstuhl. Darauf sitzt eine Welsche Haube. Das Portal befindet sich in der Fassade im Westen. Darüber in einer Nische im Giebel steht die Statue des Erzengels Michael. Die Malereien des Innenraums, der mit einem Stichkappengewölbe überspannt ist, schuf Benedikt Gambs. Das Altarretabel des Hochaltars stammt von Johann Pfunner. Die Stuckaturen sind von Johannes Schütz. Die Orgel auf der Empore im Westen hat 17 Register, 2 Manuale und ein Pedal. Sie wurde 2005 als Opus 1835 von der Johannes Klais Orgelbau errichtet.